# 竹本吉夫
竹本 吉夫（たけもと よしお、1925年〈大正14年〉5月26日 - 2002年〈平成14年〉11月2日）は、日本の内科学者、内科医。医学博士。日本赤十字秋田短期大学初代学長。秋田赤十字病院名誉院長。元日本病院会副会長・顧問。

## 略歴
北海道稚内市で生まれ、新潟県新潟市で育つ。
1943年（昭和18年）3月に新潟中学校を卒業、1945年（昭和20年）3月に新潟高等学校を1年繰り上げ卒業、1949年（昭和24年）3月に新潟医科大学を卒業。
1950年（昭和25年）6月から新潟県長岡市旭町1丁目の坂井医院に勤務、新潟市流作場2439番地（現 新潟市中央区万代2丁目1番1号）の新潟トヨタ診療所に勤務。
1952年（昭和27年）10月に新潟大学医学部第一内科に入局、1958年（昭和33年）3月に新潟大学から医学博士号を取得、7月に医局長に就任、講師を経て、1965年（昭和40年）10月に助教授に就任。
1967年（昭和42年）10月に秋田赤十字病院第8代院長および秋田赤十字看護専門学校校長に就任、1996年（平成8年）4月に日本赤十字秋田短期大学初代学長に就任。
2002年（平成14年）11月2日午前10時40分に新潟市内の老人保健施設で胃癌のため死去、77歳没。新潟市内の老人保健施設には金属工芸家の宮田亮平が制作した竹本吉夫の胸像が立っている。

## 業績
- 新潟大学医学部第一内科の助教授の時、新潟大学医学部学士会（有壬会）の幹事長に無理やり説得されて秋田赤十字病院の院長として同病院の再建をすることになり、その結果、全てを一新して近代的な病院に築き上げた[1][17][18][19]。

- 秋田赤十字看護専門学校校長および日本赤十字秋田短期大学開設準備室室長として地域医療の確保・向上と看護師の養成に尽力した[20]。

- 1989年（平成元年）に日本診療録管理学会（現 日本診療情報管理学会）の初代理事長に就任すると、診療情報管理教育を体系化し専用教材を作成して診療情報管理士の教育・養成の基礎を築いた[17]。

- 音楽療法の実践・研究や高齢者が安住できる環境整備などに取り組んだ[3]。

## 役職
- 1970年（昭和45年）4月 - 日本病院会代議員[17][21]
- 1977年（昭和52年）4月 - 日本病院会理事[17][21]
- 1983年（昭和58年）4月 - 日本病院会副会長[17][21]
- 1989年（平成01年）4月 - 日本病院会理事[21]
- 1996年（平成08年）4月 - 日本病院会顧問[21]

## 栄典・表彰
- 1984年（昭和59年）5月 000 - 厚生大臣表彰「日本病院会の事業の推進、全国病院の発展向上」[22]
- 1984年（昭和59年）11月3日 - 藍綬褒章[23]
- 1991年（平成03年）10月 00 - 外務大臣表彰「国連事業における貢献」[22]
- 1996年（平成08年）4月29日 - 勲三等瑞宝章[24]

## 著作物

### 著書
- 『夢とロマンと病院と 念ずれば花ひらく』竹本吉夫（私家版）、1996年。
- 『オリオンの彼方に: 故 竹本𠮷夫先生追悼遺稿集』「竹本吉夫先生追悼遺稿集」発行発起人会、2003年。
- 『竹本吉夫先生翰演集』石塚睦（私家版）、2004年。

### 論文
- CiNii収録論文 - CiNii